# Арчер, Сара
Сара Арчер (англ. Sarah Archer) — британская актриса и модель. Победила в номинациях «Мисс Портсмут» и «Миссис Огонь» конскурса «Мисс Земля Великобритании 2008». Родилась в семье английского отца и иракской матери.

## Достижения
Завоевала титул «Мисс Портсмут 2008» в конкурсе «Мисс Англия». В финале заняла 50 место по результатам голосования, набрав 2300 голосов.
В 2008 году Арчер была номинирована на титул «Мисс Портсмут» на конкурсе «Мисс Земля Великобритании». В итоге она удостоилась титула «Мисс огонь Великобритании 2008». В 2011 году получила титул «Мисс Кенгсингтон».
Побывала в Египте, в Сирии, в Иордании, в Континентальной Европе и в США. Позже вернулась в Англию, чтобы стать членом молодёжного парламента Портсмута.
В 2014 году Арчер была выбрана кандидатом для борьбы за титул «Мисс симпатичная Великобритания» в конкурсе красоты, проходившем в Холливуде, во Флориде.